# Бабаев, Ульви Лачын оглы
Ульви́ Лачы́н оглы́ Баба́ев (род. 30 марта 2004, Химки, Московская область) — российский футболист, нападающий московского «Динамо».

## Клубная карьера
По происхождению азербайджанец.Начинал заниматься футболом в родном городе Химках, поступив в местную спортивную систему одноимённого клуба. Летом 2014 года перебрался в «Академию Динамо имени Льва Яшина».
В сезоне 2019/20 дебютировал в Юношеской футбольной лиге за команду до 19 лет. Произошло это 15 марта 2020 года в матче последнего тура ЮФЛ-1 против ЦСКА (4:2), выйдя на 81-й минуте. 19 сентября 2020 года дебютировал за команду до 18 лет в матче 1-го тура ЮФЛ-2 против «Ростова» (2:1), в котором также забил свой первый мяч на 32-й минуте. Всего в сезоне 2020/21 в ЮФЛ-2 провёл 23 матча и забил 13 мячей.
С сезона 2021/22 начал привлекаться в молодёжную команду «Динамо». Дебютировал за «молодёжку» 23 сентября 2020 года в матче молодёжного первенства против «Ахмата» (2:2), выйдя на замену на 63-й минуте встречи. 30 сентября 2021 года впервые вышел на поле за фарм-клуб «Динамо-2» в матче Второго дивизиона ФНЛ против клуба «Знамя Труда» (3:1), дебютировав на 85-й минуте. Свой первый мяч за «двойку» забил против «Красавы» (3:4), сравняв счёт на 20-й минуте. По итогам сезона 2021/22 в МФЛ провёл 26 матчей и забил 9 мячей, а в ФНЛ-2 сыграл десять матчей и забил один мяч.
В сезоне 2022/23 стал одним из основных игроков «Динамо-2» проведя на поле 19 игр и забив 8 мячей. 3 июня 2023 года дебютировал за основную команду «Динамо» в заключительном матче чемпионата России против «Оренбурга» (0:3), выйдя на 85-й минуте встречи.
7 августа 2024 года перешёл в самарские «Крылья Советов» на правах аренды до конца сезона 2024/25. Дебютировал за клуб 14 августа, выйдя в основном составе в домашнем матче Кубка России против московского «Спартака».

## Карьера в сборной
В декабре 2018 года был впервые вызван Андреем Гордеевым в сборную России до 15 лет, за которую провёл семь матчей, не отметившись результативными действиями. В октябре 2019 года сыграл в двух матчах за сборную России до 16 лет.

## Статистика выступлений

### Клубная
| Выступление         | Выступление      | Выступление      | Лига | Лига | Кубки | Кубки | Итого | Итого |
| Клуб                | Лига             | Сезон            | Игры | Голы | Игры  | Голы  | Игры  | Голы  |
| ------------------- | ---------------- | ---------------- | ---- | ---- | ----- | ----- | ----- | ----- |
| Динамо (Москва)     | Премьер-лига     | 2022/23          | 1    | 0    | 0     | 0     | 1     | 0     |
| Динамо (Москва)     | Итого            | Итого            | 1    | 0    | 0     | 0     | 1     | 0     |
| → Динамо-2 (Москва) | Вторая лига      | 2021/22          | 10   | 1    | —     | —     | 10    | 1     |
| → Динамо-2 (Москва) | Вторая лига      | 2022/23          | 19   | 8    | —     | —     | 19    | 8     |
| → Динамо-2 (Москва) | Итого            | Итого            | 29   | 9    | —     | —     | 29    | 9     |
| Всего за карьеру    | Всего за карьеру | Всего за карьеру | 30   | 9    | 0     | 0     | 30    | 9     |